# Pierre Jacob (philosophe)
Pour les articles homonymes, voir Pierre Jacob et Jacob.
Pierre Jacob (né en 1947) est un philosophe français, spécialisé en sciences cognitives et en philosophie analytique.

## Formation et carrière
Pierre Jacob est ancien élève de l’ENS de Saint Cloud et agrégé de philosophie. Il est directeur de recherche émérite au CNRS.
Il est l'un des fondateurs en 1991 de la Société européenne de philosophie analytique.
Il a dirigé l'Institut Jean-Nicod de 2001 à 2009.

## Ouvrages
- De Vienne à Cambridge, l’héritage du positivisme logique, Gallimard, 1980
- L’Empirisme logique, Editions de Minuit, 1980
- What minds can do, Cambridge University Press, 1997
- L'Intentionnalité. Problèmes de philosophie de l'esprit, Odile Jacob, 2004